# 譚偉洋
譚偉洋（Tam Wai Yeung, Adrian，1982年8月7日—），生於香港，已退役的香港著名籃球運動員，司職中鋒，前香港男子籃球代表隊主力球員，其偶像是米高佐敦，有「學界波神」之稱，小學就讀柴灣海星小學上午校，中學曾領母校張振興伉儷書院打入強隊行列，成為學界「三冠王」，亦擅長足球（任門將）、田徑及桌球，更憑全面表現奪得「中銀紫荊盃最佳男運動員」殊榮，曾擔任香港籃球代表隊及香港首支職業籃球隊東方的主教練，成歷來第一支香港職業籃球隊的主帥。

## 籃球生涯
譚偉洋生於香港，15歲開始打香港甲一聯賽，由1998至2002年效力青年籃球隊，其後20歲加盟南華助球隊多次奪得銀牌及甲一聯賽錦標，21歲領香港浸會大學首奪大專盃冠軍，畢業後修讀教育文憑，曾於可立中學任教體育及數學，其後轉型任著名運動品牌NIKE的運動市場策劃。在1996至1999年為香港代表隊隊長，2015年4月宣布，因傷患被迫在32歲收山。

## 教練生涯
譚偉洋16歲之齡加入香港代表隊，成為最年輕入香港隊球員，18歲更贏得「亞青籃板王」美譽。2014年11月，譚偉洋以教練身份帶領香港隊到台北出戰「亞洲大學生籃球賽」，兩挫南韓代表隊，勇奪季軍，創出歷來最佳成績。之後出任東方籃球隊教練，帶領球隊由甲二升甲一聯賽，成歷來第一支香港職業籃球隊的主帥，2016年3月8日首次領軍出擊本地籃球銀牌，力壓下以86－84勇挫過去10年7奪甲一聯賽總冠軍的永倫。2016年帶領球隊殺入總決賽，可惜最終不敵南華無緣總冠軍，譚偉洋於其個人社交平台上透露來季將不再留效球隊，轉型做老師及籃球旁述員。

## 外部連結
- 譚偉洋的Instagram帳戶
- 譚偉洋在archive.fiba.com（archived）（英语）
- 譚偉洋在Eurobasket.com（球員）（英语）
- 譚偉洋在RealGM（英语）